# تحلیل قیدی

تصویری از آزمایش یک روتور توربین بادی با مایمو

تحلیل قیدی یا آنالیز مُدال (انگلیسی: Modal analysis) مطالعه و تحلیل خواص و رفتار دینامیک یک سیستم تحت شرایط تحریک ارتعاش است.
تحلیل سیگنال ها معمولاً تحت آنالیز فوریه انجام می شود.